# نارسي كامجار
نارسي كامجار كان أميرًا ساسانيًا، حاكم أرمينيا وفتح دربند وجيلان. نارسي كامجار هو ابن جاماسب، الملك الساساني الحادي والعشرون الذي وصل إلى منصب حاكم أرمينيا عام 531 في عهد ابن عمه كسرى الأول وخاض حروبًا كثيرة لمدة 13 عامًا وأخضع القوقاز وجيلان. كان لديه ابنان وهما فيروز وفرخزاد، الذي أصبح حاكمًا على جيلان، وقام فرخزاد بفتح اليمن في عهد كسرى الأول.